# Subsecretaria de la Presidència, Relacions amb les Corts i Igualtat
La Subsecretaria de la Presidència, Relacions amb les Corts i Igualtat d'Espanya és una Subsecretaria de l'actual Ministeri de la Presidència, Relacions amb les Corts i Igualtat.

## Funcions
Correspon a la Subsecretaria de la Presidència, Relacions amb les Corts i Igualtat l'acompliment de les següents funcions:
- L'assistència al titular del Departament en les funcions de suport al President del Govern.
- L'execució de les directrius i instruccions dictades pel titular del Departament per a l'organització i coordinació de les activitats del Consell de Ministres, de les Comissions Delegades del Govern i de la Comissió General de Secretaris d'Estat i Subsecretaris.
- El suport i assessorament tècnic al titular del Departament en l'elaboració i aprovació dels plans d'actuació del Departament.
- L'adreça i coordinació dels serveis comuns del ministeri i, en particular, la planificació i gestió econòmica i pressupostària, així com la dels recursos humans, tecnològics i materials, dins del marc definit pel Ministeri de Política Territorial i Funció Pública per als serveis comuns de sistemes d'informació i de les comunicacions.
- L'establiment dels programes d'inspecció del personal i els serveis, així com la realització de les actuacions precises per a la millora dels sistemes de planificació, direcció i organització i per a la racionalització i simplificació dels procediments i mètodes de treball, en el marc definit pel Ministeri de Política Territorial i Funció Pública.
- L'elaboració, si escau, i tramitació dels projectes de disposicions de caràcter general.
- La direcció i realització dels projectes organitzatius d'àmbit ministerial.
- La comunicació amb els altres Departaments i amb els organismes i entitats que tinguin relació amb el ministeri.
- La programació, coordinació i avaluació de l'activitat editorial de l'Administració General de l'Estat, així com l'execució dels plans editorials del Departament.
- Les autoritzacions d'ús de la bandera, escut o altres símbols nacionals, en els casos en què així es prevegi normativament.
- L'impuls i coordinació de les relacions institucionals del Departament, així com les relacions amb els òrgans jurisdiccionals.
- La planificació i la coordinació de l'activitat del ministeri en l'àmbit de la cooperació i de les relacions internacionals.
- Les actuacions del departament en matèria d'igualtat efectiva de tracte i oportunitats entre dones i homes que afectin al personal del departament.
- En l'àmbit del ministeri, les funcions que la Llei 19/2013, de 9 de desembre, de transparència, accés a la informació pública i bon govern, i les seves disposicions de desenvolupament, atribueixen a les unitats d'informació, així com la coordinació de les iniciatives de govern obert.

Així mateix, correspon a la Sotssecretaria de la Presidència, Relacions amb les Corts i Igualtat, a través dels seus serveis comuns, i en coordinació amb la Secretaria General de la Presidència del Govern, l'assessorament, el suport tècnic i la gestió directa dels mitjans materials i personals dels òrgans dependents de la Presidència del Govern, sense perjudici de la competència d'iniciativa i proposta d'aquests.

## Estructura
Depèn de la Subsecretaria:
- Secretaria General Tècnica-Secretariat del Govern.
- Gabinet Tècnic de la Sotssecretaria.
- Oficialia Major.
- Subdirecció General de Recursos Humans.
- Oficina Pressupostària i de Gestió Econòmica.
- Sotsdirecció General de Tecnologies i Serveis d'Informació.

## Llista de subsecretaris
| Nom                           | Cos de funcionaris                                      | Any de naixement | Data de nomenament     |
| ----------------------------- | ------------------------------------------------------- | ---------------- | ---------------------- |
| José Luis Graullera Micó      | Cos Superior d'Interventors i Auditors de l'Estat       | 1939             | 23 de juliol de 1976   |
| Eduardo Gorrochategui Alonso  | Cos Superior d'Administradors Civils de l'Estat         | 1932             | 20 de juny de 1980     |
| José María Rodríguez Oliver   | Lletrat del Consell d'Estat                             | 1947             | 7 de desembre de 1982  |
| Francisco Javier Die Lamana   | Registrador de la propietat                             | 1935             | 3 d'octubre de 1984    |
| Vicente Antonio Sotillo Martí | Professor Universitari                                  | 1949             | 5 de setembre de 1986  |
| Fernando Sequeira de Fuentes  | Professor Universitari                                  | 1950             | 9 d'abril de 1988      |
| Juan Junquera González        | Cos Superior d'Administradors Civils de l'Estat         | 1936             | 7 de maig de 1996      |
| Ana María Pastor Julián       | Cos Superior de Salud Pública i Administració Sanitària | 1957             | 5 de maig de 2000      |
| Dolores de la Fuente Vázquez  | Cos d'Inspectors de Treball                             | 1949             | 9 de març de 2001      |
| Marino Díaz Guerra            | Professor Universitari                                  | 1937             | 5 de setembre de 2003  |
| Luis Herrero Juan             | Cos Superior d'Administradors Civils de l'Estat         | 1945             | 19 d'abril de 2004     |
| Juan José Puerta Pascual      | Cos Superior d'Interventors i Auditors de l'Estat       | 1949             | 19 de juny de 2009     |
| Soledad López Fernández       | Cos d'Inspectors de Treball                             | 1959             | 29 d'octubre de 2010   |
| Jaime Pérez Renovales         | Cos d'Advocats de l'Estat                               | 1969             | 30 de desembre de 2011 |
| Federico Ramos de Armas       | Cos d'Advocats de l'Estat                               | 1973             | 19 de juny de 2015     |
| José María Jover Gómez-Ferrer | Cos de Lletrats del Consell d'Estat                     | 1966             | 11 de novembre de 2016 |
| Antonio Hidalgo López         | Cos Superior d'Administradors de la Junta d'Andalusia   | 1959             | 8 de juny de 2018      |